# Fédération internationale du sport universitaire
La Fédération internationale du sport universitaire (FISU) a pour objet de promouvoir et d’organiser des compétitions sportives amateurs au niveau mondial pour les étudiants des universités et élèves des établissements d’enseignement supérieur. Après sa fondation à Bruxelles, elle a son siège à Lausanne depuis 2011, et elle est membre de l'Association générale des fédérations internationales de sports.
Les langues officielles sont le français et l'anglais.

## Histoire

### Jeux mondiaux universitaires (1923-1940)
C'est le Français Jean Petitjean délégué au sport de l'Union nationale des étudiants de France et de la Confédération internationale des étudiants qui organise les premiers jeux mondiaux universitaires en mai 1923 à Paris. Puis, sous l'égide de la CIE, il organise ceux de Prague (1925), Rome (1927), Paris (1928), Darmstadt (1930), Turin (1933), Budapest (1935), Paris (1937) et enfin Monaco en (1939). Ces derniers jeux se tiennent d'ailleurs en parallèle d'une autre rencontre internationale sportive étudiante rassemblant les étudiants des pays non membre de la Société des Nations (principalement Allemagne et Autriche) et dont les associations nationales étudiantes n'étaient pas ou plus membres de la CIE.

### Renaissance après-guerre

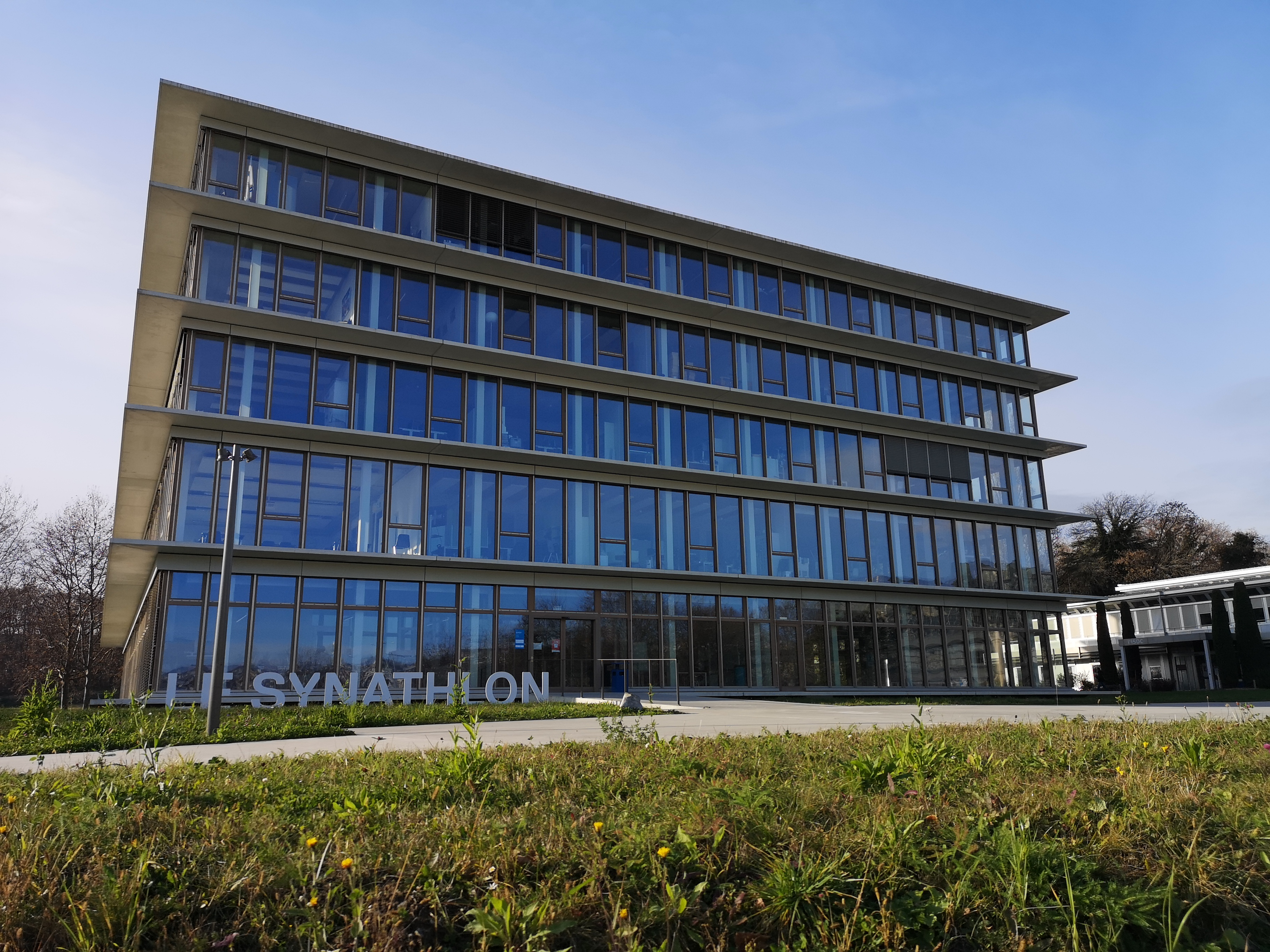
Le Synathlon, inauguré en 2018 sur le campus de l'Université de Lausanne, est le siège de la FISU.

Il faut attendre 1949 pour voir la création de la FISU à Luxembourg par le Dr Paul Schleimer. La FISU se trouve alors en concurrence avec l'Union internationale des étudiants (UIÉ) qui avait organisé les jeux mondiaux universitaires en 1949, peu avant la fondation de la FISU. Réservé jusqu'en 1957 aux seules nations occidentales, les épreuves universitaires s'ouvrent à partir de cette date aux pays de l'Europe orientale alors sous régime communiste. Cette évolution se fait sous influence française. En 1959, FISU et UIÉ acceptent de participer ensemble aux Jeux mondiaux universitaires organisés en Italie. Ces jeux sont les premiers à porter le nom d'Universiade. La FISU prend ensuite le contrôle des Universiades et met en place des championnats du monde universitaires.

## Programmes sportifs de la Fédération internationale du sport universitaire
La Fédération internationale du sport universitaire gère trois programmes sportifs : ceux des deux Universiades d'été et d'hiver, ainsi que celui des Championnats universitaire d'escalade.

### Programme sportif obligatoire des Universiades d'été
- Athlétisme
- Natation
- Plongeon
- Waterpolo
- Basketball
- Escrime
- Badminton
- Gymnastique artistique
- Gymnastique rythmique
- Judo
- Taekwondo
- Tennis de table
- Tennis
- Tir à l'arc
- Volleyball

### Programme sportif obligatoire des Universiades d'hiver
- Ski alpin
- Biathlon
- Ski de fond
- Curling
- Patinage artistique et patinage synchronisé
- Hockey sur glace
- Patinage de vitesse sur piste courte
- Snowboard

### Programme sportif des Championnats du monde universitaires
- Aviron
- Football
- Baseball
- Basketball 3x3
- Beach-volley
- Boxe
- Bridge
- Canoë slalom et en eaux vives
- Canoë sprint
- Cheerleading
- Combiné nordique
- Course d'orientation à pieds et à ski
- Cross country
- Cyclisme
- Échecs
- Équitation
- Escalade
- Floorball
- Football américain
- Futsal
- Golf
- Haltérophilie
- Handball
- Hockey
- Karaté
- Korfball
- Lutte
- Muay Thai
- Netball
- Patinage de vitesse
- Pentathlon moderne
- Rugby à sept
- Sambo
- Saut à ski
- Savate
- Ski nautique
- Softball
- Squash
- Tir sportif
- Triathlon
- Voile
- Woodball
- Wushu